# Love It
 LOVE.IT é o primeiro mini-álbum da cantora japonesa Ai Otsuka, lançado em 18 de novembro de 2009 pela Avex Trax. O álbum foi lançado uma semana após o lançamento da coletânea LOVE is BEST.

## Faixas

### CD
1. Magic
2. Starlight
3. Moonlight
4. Red Eye
5. White Choco
6. Love no Theme (LOVEのテーマ)

### DVD
1. Magic (Vídeo Clip)
2. White Choco (Vídeo Clip)
3. Love no Theme (Vídeo Clip)